# Solent
El estrecho de Solent, o simplemente El Solent, es un estrecho marino localizado en el canal de la Mancha que separa la isla de Wight de la isla de Gran Bretaña, es decir, de la parte continental de Inglaterra.
El Solent es una ruta marítima importante para pasajeros, carga y buques militares y también una importante zona de ocio para la práctica de deportes acuáticos, especialmente de la vela, siendo el lugar donde se celebra anualmente la regata Cowes Week. Está protegido por la isla de Wight y tiene un patrón de mareas muy complejo, que ha beneficiado en gran medida el éxito de Southampton como puerto. [cita requerida] Portsmouth se encuentra en sus orillas. Spithead, una zona aguas afuera de punta Gilkicker, cerca de  Gosport, es conocido como el lugar donde la Royal Navy es revisada tradicionalmente por el monarca.
La zona es de gran importancia ecológica y paisajística, sobre todo a causa de los hábitats costeros y estuarinos a lo largo del borde del Solent. Gran parte de su litoral está declarado como Zona de Especial Conservación (Special Area of Conservation). Está confinado por, y forma parte de una serie de importantes paisajes protegidos a nivel nacional,  como el parque nacional de New Forest, y la Isla de Wight AONB (Isle of Wight Area of Outstanding Natural Beauty).
Registrado en 731 como Soluente, Solent es «un antiguo nombre pre-inglés de incierto origen y significado».
Era originalmente un valle, conforme prueban los estudios geológicos. Era mucho más estrecho en tiempos del Imperio romano: en De Bello Gallico, Julio César relata que los soldados conseguían llegar a la isla de Wight en marea baja. El Solent se encuentra rodeado de fortalezas para la defensa de la costa, principalmente construidas en el reinado de Enrique VIII de Inglaterra.
En 1685 el rey Jacobo II de Inglaterra sobrevivió milagrosamente a un naufragio en el Solent. El músico Henry Purcell compuso su obra They that go down to the sea in ships para ser interpretada por el extraordinario barítono John Gostling en conmemoración de dicho acontecimiento.